# Ніколя Батум

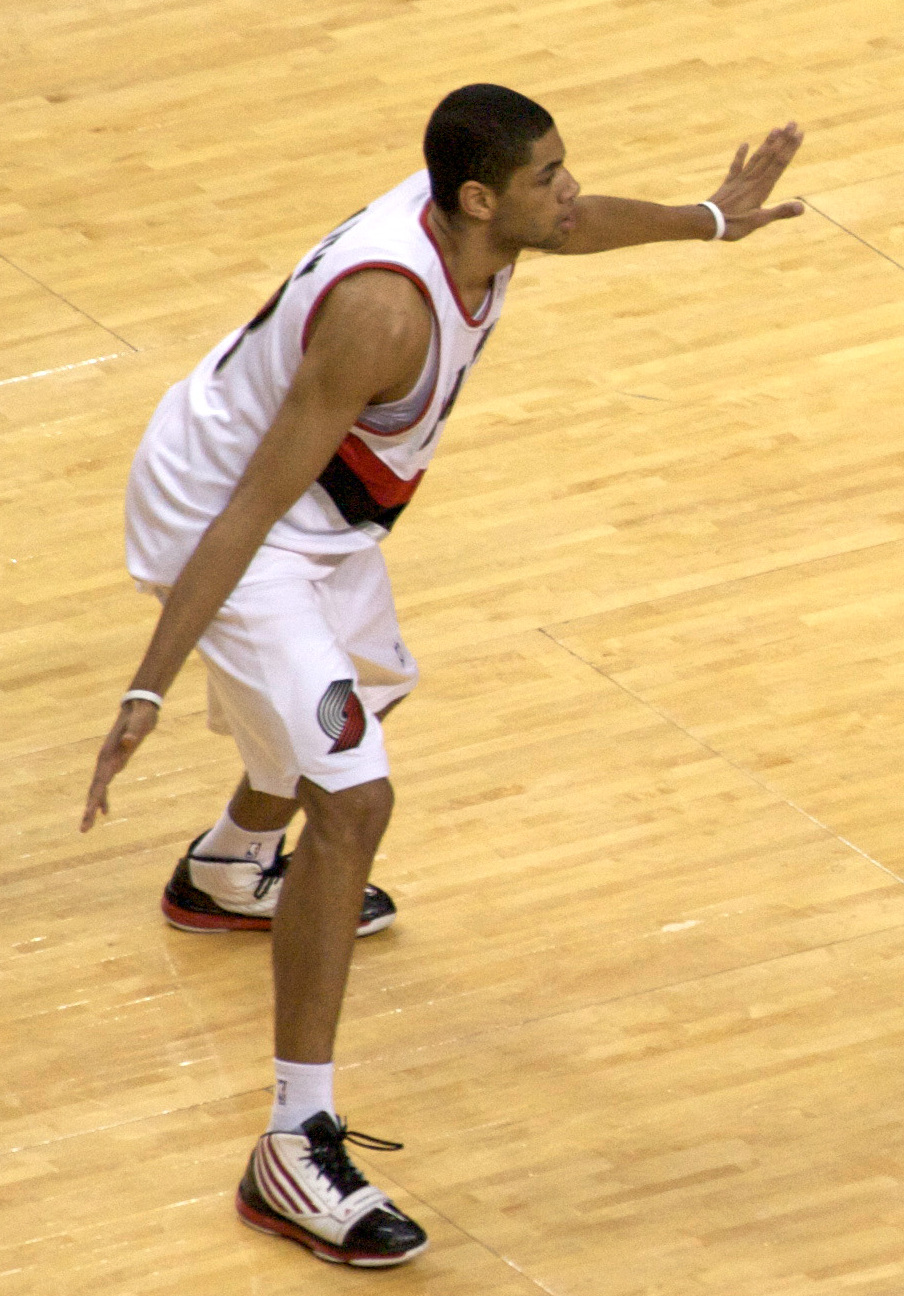
Ніколя Батум у складі «Трейл-Блейзерс»

Ніколя Батум (фр. Nicolas Batum; 14 грудня 1988, Лізьє, департамент Кальвадос) — французький професійний баскетболіст, легкий форвард клубу НБА Лос-Анджелес Кліпперс. Зріст 2.03 м.

## Кар'єра у НБА
Батум був обраний на драфті 2008 під 25 номером клубом «Г'юстон Рокетс».
Дебютував у НБА Батум у складі «Трейл-Блейзерс». У перших трьох іграх він розпочинав на лаві запасних, а у четвертій своїй грі у НБА — вийшов на майданчик у стартовій п'ятірці. 13 березня 2009 Ніколя провів найрезультативнішу гру в сезоні — він набрав 20 очок.
Батум пропустив перші 45 ігор регулярної першості у сезоні 2009-10 через проблеми зі здоров'ям. Вперше на паркет після травми він вийшов 25 січня 2010. 27 лютого 2010 Батум встановив особистий рекорд результативності — 31 очко у грі проти «Тімбервулвз».

### Статистика кар'єри в НБА

#### Регулярний сезон
| Сезон   | Команда                 | GP  | GS  | MPG  | FG%  | 3P%  | FT%  | RPG | APG | SPG | BPG | PPG  |
| ------- | ----------------------- | --- | --- | ---- | ---- | ---- | ---- | --- | --- | --- | --- | ---- |
| 2008–09 | Портленд Трейл-Блейзерс | 79  | 76  | 18.4 | .446 | .369 | .808 | 2.8 | .9  | .6  | .5  | 5.4  |
| 2009–10 | Портленд Трейл-Блейзерс | 37  | 25  | 24.8 | .519 | .409 | .843 | 3.8 | 1.2 | .6  | .7  | 10.1 |
| 2010–11 | Портленд Трейл-Блейзерс | 80  | 67  | 31.5 | .455 | .345 | .841 | 4.5 | 1.5 | .8  | .6  | 12.4 |
| Кар'єра |                         | 196 | 168 | 25.0 | .464 | .364 | .835 | 3.7 | 1.2 | .7  | .6  | 9.1  |

#### Плей-оф
| Сезон   | Команда                 | GP | GS | MPG  | FG%  | 3P%  | FT%  | RPG | APG | SPG | BPG | PPG |
| ------- | ----------------------- | -- | -- | ---- | ---- | ---- | ---- | --- | --- | --- | --- | --- |
| 2009    | Портленд Трейл-Блейзерс | 6  | 5  | 10.5 | .556 | .500 | .000 | .5  | .2  | .2  | .3  | 2.0 |
| 2010    | Портленд Трейл-Блейзерс | 6  | 6  | 23.2 | .459 | .429 | .750 | 3.2 | .8  | .3  | .0  | 8.2 |
| 2011    | Портленд Трейл-Блейзерс | 6  | 0  | 25.2 | .413 | .269 | .750 | 1.7 | 1.3 | .8  | .8  | 8.0 |
| Кар'єра |                         | 18 | 11 | 19.6 | .446 | .353 | .750 | 1.8 | .8  | .4  | .4  | 6.1 |